# Viola Pobitschka
Viola Pobitschka (* 15. Juni 1982 in Bad Homburg) ist eine deutsche Theater- und Filmschauspielerin.

## Leben und Wirken
Pobitschka wurde 1982 in Bad Homburg geboren und studierte von 2002 bis 2006 Schauspiel an der Hochschule für Musik und Theater Hannover. In der Spielzeit 2005/2006 stand sie erstmals als professionelle Schauspielerin in Die Sterne im Theater Rostock auf der Bühne. Nach weiteren Engagements, unter anderem im Theater Freiburg, war sie von 2008 bis 2011 ständiges Ensemblemitglied des Düsseldorfer Schauspielhauses. 2011 wechselte sie ins Ensemble des Hessischen Staatstheater in Wiesbaden. 2014 beendete sie ihr Engagement dort und war wieder als freischaffende Künstlerin tätig, unter anderem konzipierte sie eine musikalische Lesung der Kurzgeschichte Dimensionen von Alice Munro, die auf dem Asphalt-Festival uraufgeführt wurde.
2010 spielte sie in der Kinoproduktion Unter dir die Stadt die Rolle der Constanze Lehmann. Neben verschiedenen Rollen in Fernsehfilmen wie Scheidung für Anfänger ist sie auch in Seriennebenrollen in Rentnercops und weiteren zu sehen.

## Theatrografie (Auswahl)
- 2007: Siebzehn, Junges Schauspielhaus Düsseldorf, Regie: Daniela Löffner
- 2010: Romeo und Julia, Düsseldorfer Schauspielhaus, Regie: Michael Talke
- 2011: Israel Projekt, Düsseldorfer Schauspielhaus und Habima Tel Aviv, Regie: Kerstin Krug
- 2012: Kabale und Liebe, Düsseldorfer Schauspielhaus, Regie: Andreas Kriegenburg
- 2013: Die Marquise, Staatstheater Wiesbaden, Regie: Ricarda Beilharz
- 2014: Tod und Wiederauferstehung der Welt meiner Eltern in mir, Staatstheater Wiesbaden, Regie: Tilman Gersch
- 2015: Terror, Düsseldorfer Schauspielhaus, Regie: Kurt Josef Schildknecht
- 2016: Die Kleinbürgerhochzeit, Düsseldorfer Schauspielhaus, Regie: Hans-Ulrich Becker
- 2018: Tartuffe, Düsseldorfer Schauspielhaus, Regie: Robert Gerloff

## Filmografie (Auswahl)
- 2010: Unter dir die Stadt
- 2015: Meuchelbeck (Fernsehserie, Folge 1.01)
- 2016: Wer aufgibt ist tot
- 2016–2019: Tierärztin Dr. Mertens (Fernsehserie, sieben Folgen)
- 2018: Rentnercops (Fernsehserie, Folge 3.07)
- 2019: Scheidung für Anfänger
- 2022: Tatort: Saras Geständnis